# Szerszeń europejski
Szerszeń europejski (Vespa crabro), szerszeń groźny, zwykle nazywany szerszeniem – gatunek owada z rodziny osowatych (Vespidae), z grupy żądłówek, największy z osowatych występujących w Europie Środkowej, pospolity na terenie całej Polski, zwłaszcza w pobliżu terenów zamieszkiwanych przez ludzi. Jest gatunkiem typowym rodzaju Vespa. Żywi się owocami, owadami (także tymi uznawanymi przez człowieka za szkodniki) i sokami drzew. Jego użądlenie może być niebezpieczne dla osób uczulonych na jad owadów błonkoskrzydłych.

## Występowanie
Pierwotnie zasiedlał Europę zachodnią i północną oraz Azję północną w strefie klimatu umiarkowanego, po Japonię. Obecnie jest gatunkiem palearktycznym. Został introdukowany do Ameryki Północnej, tam stał się gatunkiem powszechnie występującym w Kanadzie i USA. W Polsce szerszeń europejski jest jedynym przedstawicielem rodzaju Vespa. Pokrewne mu gatunki azjatyckie nie występują na terenie Europy Środkowej. 
Typowym siedliskiem szerszeni europejskich są lasy liściaste. Gniazda zakładane są w dziuplach drzew, zwłaszcza dębów, a także w norach ziemnych, opuszczonych ulach, czasem na wolnym powietrzu, lecz w miejscach osłoniętych (np. pod okapem dachu lub w dziurach i zagłębieniach w ścianach budynków). Ze względu na utratę naturalnych siedlisk owad ten przystosował się do życia w pobliżu terenów ludzkiej aktywności (tereny zurbanizowane oraz wykorzystywane rolniczo). Na terenach zurbanizowanych szerszenie korzystają również ze skrzynek lęgowych dla ptaków (zwykle opuszczonych, ale zdarza się, że koegzystują w skrzynce lęgowej razem z ptakami).

## Morfologia
Długość ciała królowej (samica) 25–35 mm, samca 21–23 mm, a robotnicy 17–24 mm. Ubarwienie zmienne, zależne od regionu (geograficzne odmiany barwne), płci i stopnia rozwoju (dymorfizm). Forma typowa dla obszaru Polski ma tułów czarny w rude plamy, odwłok żółty w czarne pasy. Głowa szerszenia zaopatrzona jest w silne żuwaczki, z dobrze widocznym żółtym rysunkiem.

## Biologia

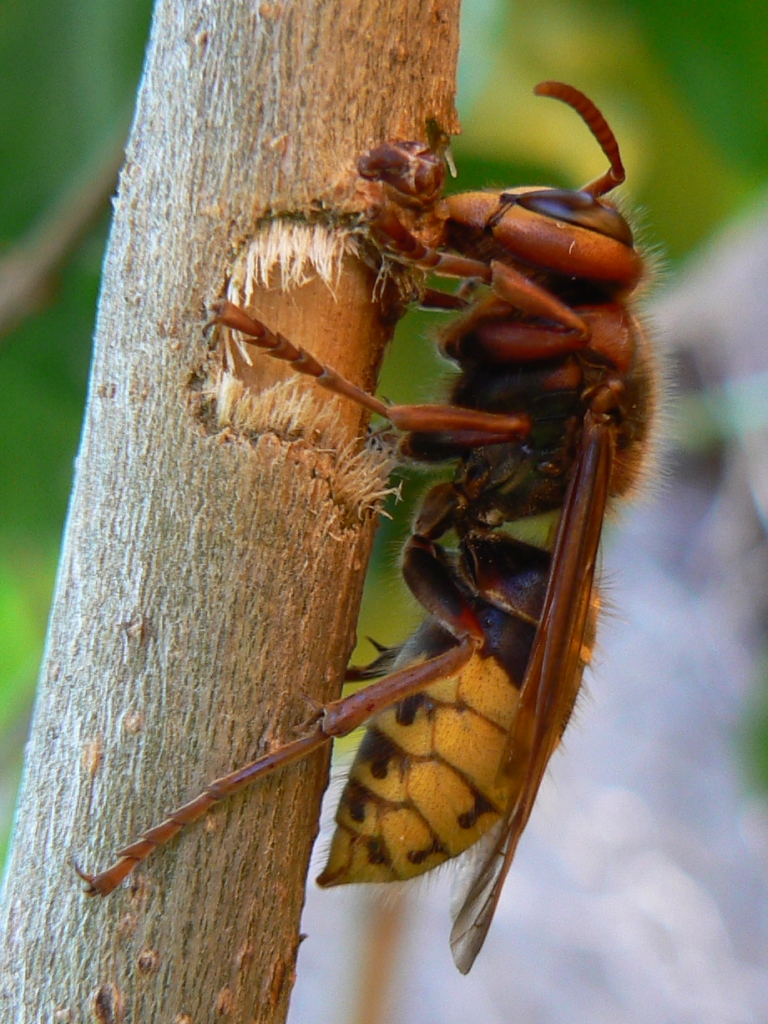
Szerszeń nadgryzający korę

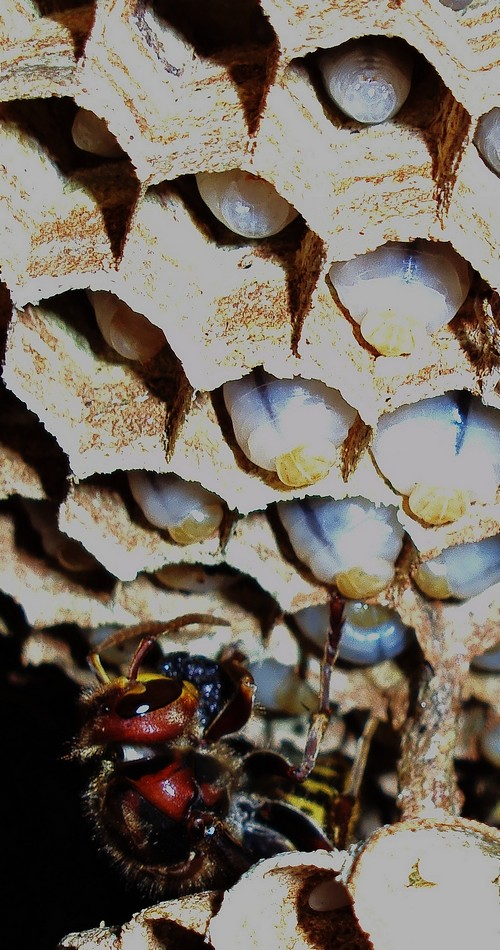
Karmienie larw

Wczesną wiosną samice zapłodnione poprzedniego roku przystępują do budowy gniazda. W tym celu wykorzystują masę papierową, wytworzoną przez nie z cząsteczek próchniejącego drewna i śliny. Wewnątrz gniazda samica buduje plastry ze skierowanymi ku dołowi otworami komórek. Rozmiary gniazd sięgają czasem 50 cm długości i wysokości. 
Po uformowaniu kilku pierwszych komórek plastra samica składa do nich jaja. Lęgną się z nich larwy, które karmione przez matkę (sokami roślin i zwierząt, głównie owadów), szybko dorastają i przepoczwarczają się w robotnice. Od tej pory samica zajmuje się składaniem jaj, a robotnice zajmują się obroną gniazda, jego rozbudową, karmieniem larw i utrzymaniem odpowiedniej temperatury. Ostatnie larwy przekształcają się w pokolenie płodne samic i samców. Samce różnią się od samic brakiem żądła i dłuższymi czułkami. Podczas lotu godowego zapładniają samice, które rozlatują się we wszystkie strony szukając zimowiska, w którym zapadają w stan diapauzy. W warunkach klimatu umiarkowanego samce i robotnice giną z głodu i zimna. Loty ustają, gdy przez większość dnia temperatura nie wzrasta powyżej 10°C. Opuszczone gniazdo (mniej więcej 15-20 września) służy do zimowania skorkom, a także skórnikom i innym owadom wyjadającym pozostałe w nim resztki. 
Szerszeń europejski żywi się owadami, owocami oraz sokami niektórych drzew. 
Szerszenie korzystające ze skrzynek lęgowych dla ptaków zajmują te same gniazda w kolejnych latach, jeśli nie mają w swoim zasięgu innych miejsc (np. nowych, pustych skrzynek). Zwiększenie liczby dostępnych skrzynek badanych rojów skutkowało zakładaniem gniazd w nowych skrzynkach. W warunkach naturalnych nie stwierdzano wykorzystywania starych gniazd.

## Znaczenie gospodarcze

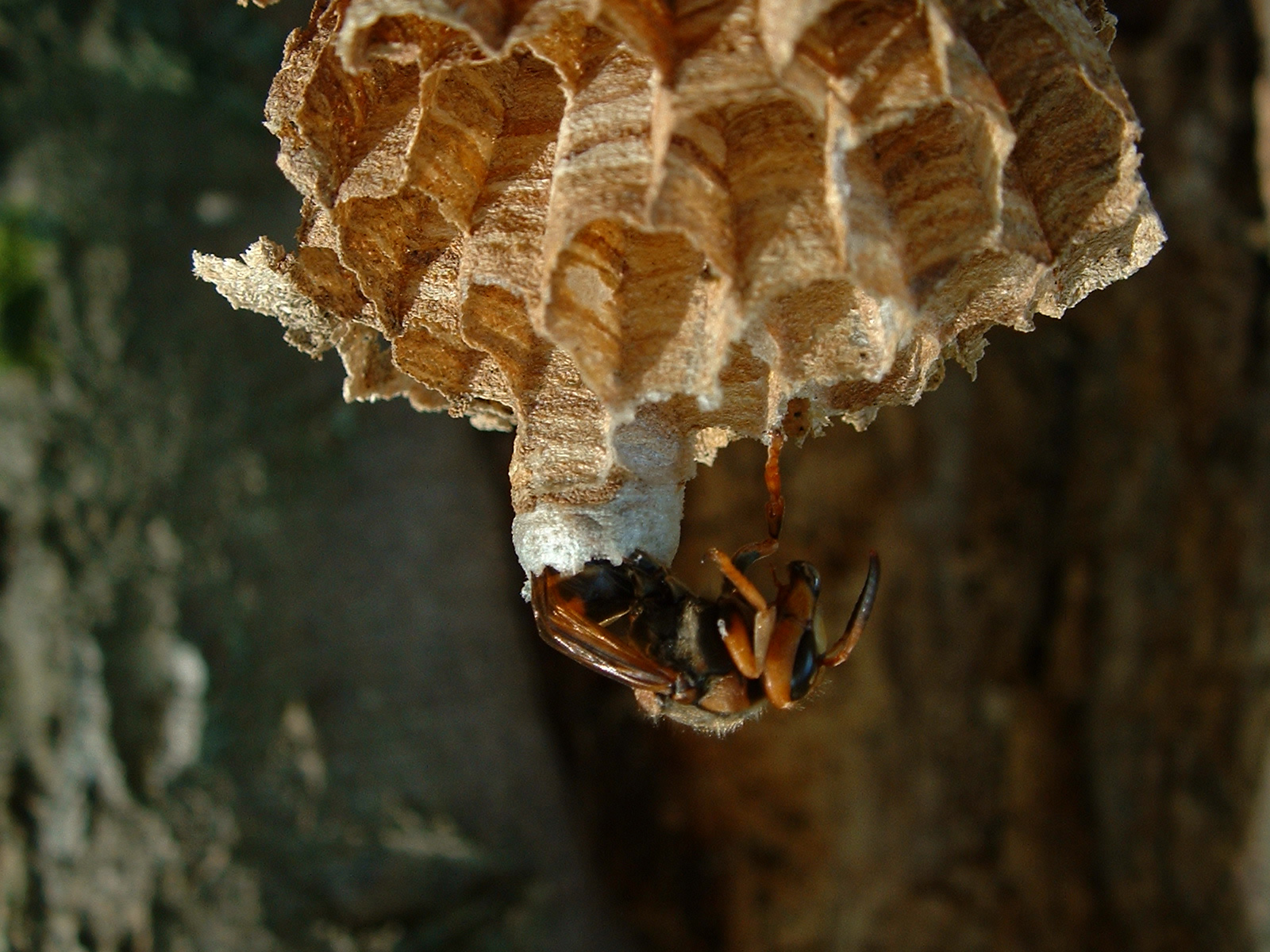
Wykluwający się szerszeń

Rola szerszeni w gospodarce człowieka nie jest jednoznaczna, zależna od lokalnych warunków. Żywiąc się innymi owadami (zwłaszcza muchówkami) mogą pełnić pożyteczną rolę, gdy zjadają owady uznawane przez człowieka za szkodniki, ale szerszenie zjadają również owady pożyteczne, np. pszczoły, nadgryzają dojrzałe owoce i uszkadzają młode drzewka, powodując w ten sposób szkody w leśnictwie i sadownictwie. Mogą stanowić zagrożenie dla zdrowia. Użądlenie przez szerszenia wywołuje w miejscu wprowadzenia jadu dotkliwy ból, zaczerwienienie i obrzęk, a u osób uczulonych na jad owadów błonkoskrzydłych może wywołać wstrząs anafilaktyczny. 
Zakorzenione przeświadczenie o potencjalnie groźnym dla ludzi jadzie tych owadów oraz rozmiary szerszenia i nieprzyjemny dla człowieka dźwięk, jaki ten owad wydaje w czasie lotu powodują, że obecność szerszeni w pobliżu siedzib ludzkich może być uciążliwa, a niekiedy nawet niebezpieczna.

## Jad

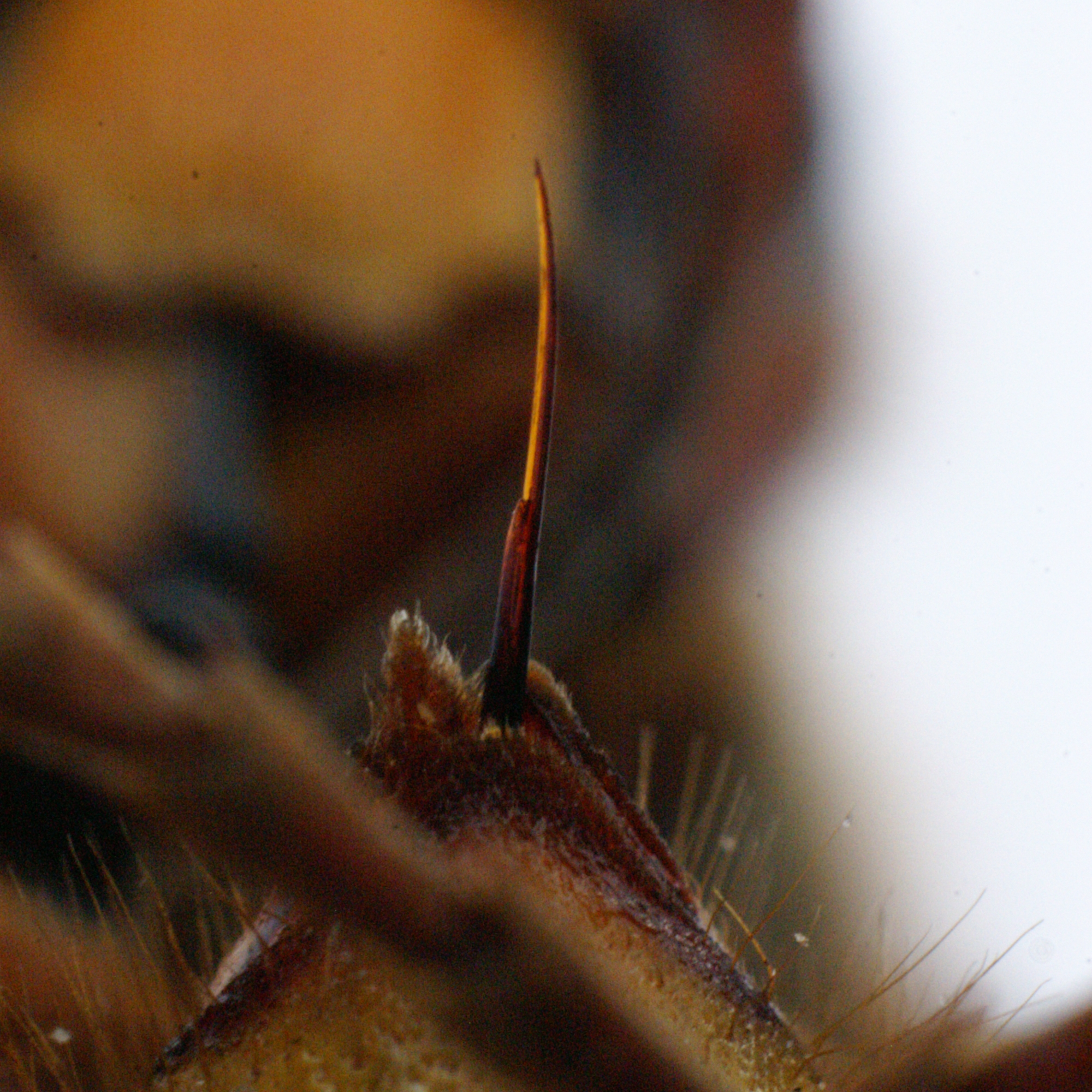
Żądło szerszenia

Jad szerszeni europejskich jest porównywalny z jadem pszczół i os, zawiera jednak nieznacznie większą dawkę toksyn. Szerszenie nie są groźniejsze od mniejszych os, a doniesienia o kilku użądleniach zabijających dorosłych ludzi są zazwyczaj nieprawdziwe (jeżeli nie występuje reakcja alergiczna). Użądlenie szerszenia jest boleśniejsze od użądleń pszczół czy os z powodu większego i głębiej penetrującego żądła oraz około 5% zawartości acetylocholiny w jadzie, powodującej silne pieczenie rany. 
Pszczoły używają jadu do odganiania ssaków nawet tak dużych jak borsuki i niedźwiedzie od zapasów miodu zgromadzonych w ulu, szerszenie używają jadu do polowania na owady, a więc ich jad może być znacznie słabszy. Jeden szerszeń potrafi wstrzyknąć mniej niż 0,2 mg jadu za każdym użądleniem. Badania wykazują, że dawka śmiertelna jadu szerszeni to od 10 do 90 mg jadu na każdy kilogram ciała, a więc potrzeba średnio kilkuset lub więcej użądleń, aby zabić człowieka. Ponieważ jednak tylko około 1/10 roju (liczącego zazwyczaj kilkaset owadów) atakuje i żądli, liczba ta w praktyce zostaje bardzo rzadko osiągnięta. Ponadto szerszenie są zazwyczaj mniej agresywne od os i trudniej je sprowokować do ataku.